# Zsámboki János
Zsámboki János (Nagykáta, 1967.07.05. -) magyar író.

### Életpályája
Korai gyermekéveit Szentlőrinckátán, majd óvodás és iskolás korát Budapesten, Rákoskerten élte meg. Visszahúzódó, bátortalan kisfiúból dacos fiatalemberré vált. Nehéz és kellemetlen családi körülményei, hű és kevésbé hű barátai, a kádári rendszer erős nyomása olyan hatással volt lelki érésére, hogy egészen korán érzett indíttatást arra, hogy hangokba, szavakba foglalja gondolatait. Zenekarok alapításával és muzsikálással múlatta szabadideje nagy részét. Rockzenei érdeklődését nem vette jónéven az államhatalom. Hosszú haja, lázadó jelleme gyakorta szemet szúrt és szankciókra sarkallta a rend keménykezű őreit. A nyolcvanas évek alatt, a napjainkban méltán elhíresült zenészvilág krémjével állt kapcsolatban, vagy akár zenélt is velük. Mai baráti köre is főként innen került ki. 1987 februárjától, 1988 augusztusáig Nagyatádon és Kaposváron teljesített katonai szolgálatot és ezen időszak mélyen rányomta bélyegét jellemvonásaira. A visszahúzódó srác kinyílt és némi exibicionista vonásokkal kezdett rendelkezni. A rockzenei élet megbízhatatlan szereplői elkedvetlenítették és végképp felhagyott a zenéléssel. A munkahelyek világa hamar rámutatott, az alkalmazotti lét nem neki való és hamarosan a saját lábára állt. Kisebb kitérőkkel kitartott vállalkozása mellett, folyamatos képzési fázisban tartotta magát. Belekezdett egy izgalmas regény írásába, de egy idő után megfeneklett a project. 2006-ban egy baráti beszélgetés során felmerült a zenei újrakezdés gondolata, amit hamarosan követett a R.A.M. zenekar megalapítása. Hobbymuzsikálásról szólt, bár egy albumnyi anyagot hozott létre a csapat, majd 10 év működés után, feloszlott. Innentől űr tátongott a mindig aktív ember szívében. Horváth Zoltán, szellemi vezető útmutatása alapján, odafigyelt az inspirációkra, lelki rezdülésekre és ekkor valóban megérkezett, amire várt. Néhány hónap alatt megírta első kötetét a rég sutba dobott próbálkozása alapján, amelyet a mai napig követnek újabb írásai. Jelenleg a nyolcadik könyvén dolgozik. Mindegyik művet a patinás Püski kiadó fémjelzi, de általuk kaphatóak minden neves könyvforgalmazónál.

### Indíttatás
„Az elmúlt kétszáz esztendő történelem hamisítása, a városi urbánus érdektelenség, az átlagember tájékozatlansága és a magyarság önmagába vetett hitének megrogyása mozgat. Hiszem, hogy amikor megismeri múltját az ember, képes a jelenben hitet és becsületet őrizni a szívében és képes a jövőjét vizionálni és felépíteni. Büszke magyar emberekre van szüksége a honnak!”

### Magánélet
Első házassága 1994-96) rövid életű volt, melyben egy leánygyermeke született.                                                                                  2000-től él boldog házasságba, három gyermeket nevel. Két fiút és egy leányt.

### Megjelent művei
1. Veszedelmes utakon (2018)
2. A vér kötelez (2019)
3. Öreg Isten akarata szerint (2020)
4. Pengeélen (2021)
5. Isten ostora (2022)
6. Hamu alatt a parázs (2023)
7. Örök Isten birodalma (előkészületben)
8. Isten atlétája (előkészületben)